# Carmelo Pujia (politico)
Carmelo Pujia (Polia, 5 ottobre 1927 – Roma, 8 gennaio 2022) è stato un politico italiano.

## Biografia
Assessore e consigliere regionale in Calabria, presidente della Provincia di Catanzaro dal 1970 al 1975, è stato deputato della Democrazia Cristiana per tre legislature (dal 1983 al 1994) e sottosegretario di Stato al Tesoro nei governi Goria e De Mita e alla Presidenza del Consiglio dei Ministri per gli Interventi straordinari nel Mezzogiorno nel governo Andreotti VII.
Per oltre due decenni, tra gli anni '70 e '80, è stato assieme a Riccardo Misasi, leader incontrastato della Democrazia Cristiana in Calabria. Nel partito faceva parte della corrente Primavera, vicina a Giulio Andreotti.